# Reprezentacja Stanów Zjednoczonych w piłce nożnej kobiet
Reprezentacja Stanów Zjednoczonych w piłce nożnej kobiet – najważniejszy żeński zespół piłkarski w Stanach Zjednoczonych, powoływany przez selekcjonera, w którym prawo do występów mają zawodniczki posiadające amerykańskie obywatelstwo. Za funkcjonowanie tej drużyny odpowiedzialna jest Federacja Piłki Nożnej Stanów Zjednoczonych (ang. United States Football Federation).
Piłkarki czterokrotnie zdobyły tytuł mistrzyń świata: w 1991, 1999, 2015 i 2019 roku.
Reprezentacja Stanów Zjednoczonych należy do najlepszych zespołów piłkarskich na świecie obok m.in. reprezentacji Brazylii oraz Niemiec.

## Udział w międzynarodowych turniejach

### Igrzyska olimpijskie
| 1996 | Gospodarz | Mistrzostwo |
| 2000 | Awans     | II miejsce  |
| 2004 | Awans     | Mistrzostwo |
| 2008 | Awans     | Mistrzostwo |
| 2012 | Awans     | Mistrzostwo |
| 2016 | Awans     | V miejsce   |
| 2020 | Awans     | III miejsce |
| 2024 | Awans     | Mistrzostwo |
| 2028 | Gospodarz |             |

### Mistrzostwa świata
| 1991   | Awans     | Mistrzostwo |
| 1995   | Awans     | III miejsce |
| 1999   | Gospodarz | Mistrzostwo |
| 2003   | Gospodarz | III miejsce |
| 2007   | Awans     | III miejsce |
| 2011   | Awans     | II miejsce  |
| 2015   | Awans     | Mistrzostwo |
| 2019   | Awans     | Mistrzostwo |
| / 2023 | Awans     | 1/8 Finału  |